# Шуйфонг
Шуйфонг (水房幫, Shui Fong или Wo On Lok) — крупная триада, базирующаяся в Гонконге, с интересами в Макао и южном Китае. 
«Шуйфонг» возникла в 1934 году из профсоюза работников гонконгской компании прохладительных напитков «Connaught Aerated Water Company Limited» (安樂汽水房), и постепенно превратилась в одну из влиятельнейших триад города. Кроме того, она является одной из четырех крупнейших группировок Макао (四大黑幫), наряду с «14К», «Дацзюань» и «Вошинъи». 
В 1990-х годах «Шуйфонг» участвовала в борьбе за контроль над казино Макао, особенно с местным главарём «14К» Ван Куок-коем. Во второй половине 1990-х в рядах «Шуйфонг» насчитывалось около 30 тыс. членов. В начале 2000-х годов триада воевала с конкурентами из «Вошинво». Среди основных интересов «Шуйфонг» — рэкет, угоны автомобилей, подпольные тотализаторы.        